# Cártel de Chamula
El Cártel de Chamula es una organización criminal originaria del estado de Chiapas, teniendo su bastión en el municipio de Chamula. El gobierno estatal y federal identifico esta organización en 2021. Ese cártel ha ganado notoriedad no solo por su rápida expansión en el estado, si no por ser considerado por autoridades como el primer cártel indígena y a la explotación sexual a la cuál somete a mujeres tsotiles.

## Trasfondo
Esta zona es conocida por su rica cultura indígena y su diversidad, pero también ha sido afectada históricamente por conflictos como el Levantamiento zapatista y la subsecuente ocupación del estado en los años siguientes. 
La región de San Juan Chamula es habitada en su mayoría por personas de ascendencia tsotsil, un grupo indígena con costumbres y creencias propias. La combinación de desigualdad social, pobreza y falta de oportunidades ha contribuido a la proliferación de actividades ilícitas, incluyendo el narcotráfico.

## Actividades
El grupo conformado por exmiembros de  Los Zetas, comenzaron a realizar las mismas formas de financiamiento como la extorsión y cobro de "derecho de piso", la organización impone cuotas a comerciantes y productores locales a cambio de supuesta protección. También el grupo se dedica a la producción y distribución de drogas , especialmente marihuana y opiáceos, así como el secuestro y el  mantener el control sobre su territorio y resolver disputas internas o con otros grupos. El grupo sostiene una violenta disputa con "Los Motonetos", un grupo delincuencial local del cual se conoce desde el año 2021, y conocidos por extorsiones a comerciantes, rentarse como grupo de choque, artesanos y el asesinato de Jerónimo Ruiz, líder de la Asociación de Locatarios de Mercados Tradicionales de Chiapas (Almetrach).
El grupo ganó notoriedad por la explotación sexual a la cuál somete a las mujeres y adolescentes tzotiles, un grupo étnico históricamente marginado en la región, y lo cuál agrupaciones feministas han alertado de la venta libre de "etnopornografía" (burdamente llamado "Chamulitas porno"), contenido donde mujeres indígenas son son engañadas u obligadas para compartir o dejarse grabar por sus parejas u otros sujetos, muchas veces las víctimas no denuncian a sus agresores, ya sea por el miedo a represalias o por el desconocimiento que ese hecho constituye un delito que puede ser castigado a través de la Ley Olimpia.
La presencia del Cártel de Chamula ha tenido un profundo impacto en la comunidad, exacerbando problemas sociales, como la violencia, la desconfianza hacia las autoridades y el desplazamiento forzado de personas. Además, ha afectado la vida cotidiana de los habitantes, quienes a menudo viven bajo un clima de temor y corrupción.ref name="Tercera"/> El Cártel de Chamula representa un ejemplo claro de cómo el narcotráfico y la criminalidad organizada pueden arraigarse en comunidades con un contexto socioeconómico vulnerable.

### Ataques y asesinatos
El martes 11 de agosto de 2021 es asesinado a balazos Gregorio Pérez Gómez esto en la cabecera municipal de San Cristóbal de Las Casas, el occiso se desempeñaba como Fiscal de Justicia Indígena de Los Altos de Chiapas, quien supuestamente investigaba la violencia generada en el municipio de Pantelhó. El 12 de octubre es detenido Daily de los Santos Herrera el autor intelectual del asesinato, siendo señalado y detenido en la cabecera municipal de Patelhó. El 27 de abril de 2024, es condenado a 25 años de prisión, informó la Fiscalía General del estado. El mismo día se confirmo la muerte de un pastor evangélico que había sido atacado a tiros el día anterior en la cabecera de Pantelhó.
El 17 de abril del 2023, Jerónimo Ruiz, líder de la Asociación de Locatarios de Mercados Tradicionales de Chiapas, en el centro de San Cristobal de las Casas, después de su muerte se suscitaron enfrentamientos y bloqueos que estallaron después de darse a conocer la noticias, dejando como saldo varias casas incendiadas y dos muertos. Después de los disturbios, autoridades estatales y federales detuvieron a 17 delincuentes en la cabecera municipal.
Agentes de la Policía de Investigación adscritos a la Fiscalía de Distrito Altos, detuvieron a Manolo de Jesús "N", sospechoso del asesinato del líder de locatarios, esto después de un operativo realizado en el municipio. Otro hecho de violencia que involucró a locatarios fue el 24 de octubre del mismo año ocurrió un enfrentamiento armado entre locatarios, elementos del Ejército, Policía y Guardia Nacional, el cual no dejó heridos o detenidos.

### Estructura
El Cártel de Chamula tiene una estructura jerárquica, donde líderes locales ejercen control sobre sus respectivos territorios, pero también se ha caracterizado por una red descentralizada que permite cierta autonomía a las células operativas.